# Reator S3W

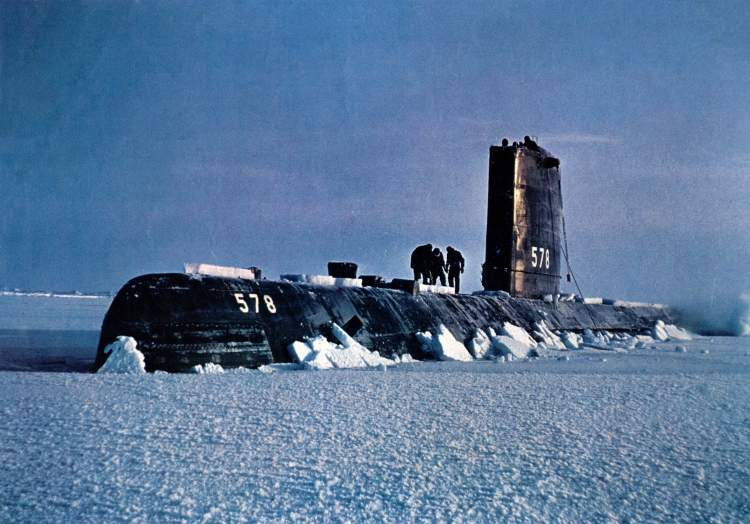
O no Pólo Norte em 1959.

O S3W é uma reator nuclear naval utilizado pela Marinha dos Estados Unidos para fornecer geração de eletricidade e propulsão em navios de guerra. A designação S3W  significa:
- S = Reator utilizado em submarino
- 3 = Terceira geração de retores projetado pelo contratante
- W = Westinghouse, a designer contratada

## Design
Este reator nuclear foi uma variante do Submarine Fleet Reactor (SFR), um avanço sobre o reator de água pressurizada (PWR) empregado no USS Nautilus (SSN-571). O S3W utilizava geradores de vapor horizontais no formato de tubo em U. Este conceito, desenvolvido depois nos geradores de vapor verticais em formato de tubo em U, foram usados nos reatores S5W, e é comumente empregado hoje em usinas nucleares comerciais de energia do tipo PWR.A potência de operação era de 5,5 MW, a duração de vida do núcleo era inicialmente de 2.000 horas a plena potência, mas depois foi aumentada para 2.500 horas.

## História
O USS Alabote (SSGN-587) e quatro submarinos Classe Skate foram construídos com reatores S3W: USS Skate (SSN-578) , USS Espadarte (SSN-579) , USS Sargo (SSN-583) , e USS Seadragon (SSN-584) . O USS Espadarte (SSN-579)  e USS Seadragon (SSN-584)  tinha o S3W reator instalado na planta do reator S4W, que era uma alternativa de arranjo dos mesmos componentes.